# Gens Albia
La gens Albia era una gens plebea romana vissuta nel I secolo a.C..

## Itria nominausati dalla gens
L'unico praenomen utilizzato dalla gens fu Gaius. Tutti i membri della gens portavano il cognomen le Carrinas.

## Membri illustri della gens
- Gaio Albio Carrina (Gaius Albius Carrinas): vissuto nel I secolo a.C., fu membro di spicco dei populares durante la guerra civile tra Gaio Mario e Lucio Cornelio Silla;
- Gaio Albio Carrinas (Gaius Albius Carrinas): vissuto nel I secolo a.C., fu suffectus consul nel 43 a.C.;
- Carrina (Carrinas): vissuto nel I secolo a.C., fu descritto come sgradevole da Cicerone nel 45 a.C.;
- Carrina Secondo (Carrinas Secundus): vissuto nel I secolo d.C., fu retore.